# Temps supplémentaire obligatoire
En droit québécois, le temps supplémentaire obligatoire constitue les heures supplémentaires imposées aux infirmières en périodes d'urgence lorsqu'il manque de personnel pour soigner les patients. Les dispositions régissant le temps supplémentaire obligatoire sont notamment prévues dans les conventions collectives, dans la Loi sur les normes du travail et dans le Code de déontologie des infirmières et des infirmiers.
En raison d'une pénurie d'infirmières dans certains établissements publics, ou bien en raison d'une mauvaise planification de la prestation de services infirmiers par les établissements publics eux-mêmes, le temps supplémentaire obligatoire est imposé de manière récurrente à certaines infirmières. Cette situation a mené à divers litiges civils et à plusieurs épuisements professionnels d'infirmières. Dans un article à ce sujet, l'Ordre des conseillers en ressources humaines agréés donne l'exemple d'une infirmière à qui on a imposé de travailler 75 heures en une semaine.